# 五十口径三年式二〇糎砲
| 50口径三年式20cm砲 - 砲身要目                                              | 50口径三年式20cm砲 - 砲身要目 | 50口径三年式20cm砲 - 砲身要目 | 50口径三年式20cm砲 - 砲身要目 |
| -------------------------------------------------------------------------- | ----------------------------- | ----------------------------- | ----------------------------- |
| 50口径三年式20cm砲を搭載した古鷹型重巡洋艦「加古」A型単装砲を6基搭載する。 |                               |                               |                               |
| 項目                                                                       | 項目                          | 1号                           | 2号                           |
| 口径                                                                       | 口径                          | 200mm                         | 203mm                         |
| 砲身長                                                                     | 砲身長                        | 50口径                        | 50口径                        |
| 砲身重量                                                                   | 砲身重量                      | 17.9トン                      | 19トン                        |
| 初速                                                                       | 初速                          | 870m/s                        | 835m/s                        |
| 最大射程（仰角）                                                           | 最大射程（仰角）              | 26,673m （51度）              | 29,432m （50度）              |
| 発射速度                                                                   | 発射速度                      | 毎分5発                       | 毎分4発                       |
| 徹甲弾                                                                     | 種類                          | 八八式                        | 九一式                        |
| 徹甲弾                                                                     | 重量                          | 110kg                         | 125.85kg                      |
| 徹甲弾                                                                     | 炸薬量                        | 2.836kg                       | 3.1kg                         |
| 徹甲弾                                                                     | 装薬量                        | 32.63kg                       | 33.8kg                        |

五十口径三年式二十糎砲（50こうけいさんねんしき20せんちほう）は日本海軍の中口径艦砲。大正から昭和期の重巡洋艦等に搭載される。

## 概要

### (1号)20cm砲
この砲はワシントン軍縮条約後に竣工した古鷹型重巡洋艦に初めて搭載された。古鷹型は5,500トン型軽巡洋艦をさらに大型化した偵察巡洋艦であり、砲も14cm砲から20cm砲に強化された。これに続く青葉型、妙高型にもこの砲が搭載され、大正から昭和にかけての日本重巡洋艦の標準主砲となった。
また当時の航空母艦は敵水上部隊との交戦も考えられていた。そのため空母「赤城」「加賀」はこの20cm砲を条約制限いっぱいの10門搭載していた。

### 2号20cm砲
妙高型重巡洋艦までの主砲は正20cm(200mm=7.9インチ）口径だったが、列強各国の重巡洋艦は条約制限いっぱいの正8インチ（=203.2mm）砲を搭載していた。たった3.2mmの差ではあるが、日本海軍の20cm徹甲弾の場合では重量で16kg（約14%）近くも差があり、破壊力も正8インチ砲のほうが大きかった。このため高雄型重巡洋艦からは他国と同じ口径203.2mm（=8インチ）砲を搭載した。これを2号20cm砲(正式呼称は五十口径三年式二号二十糎砲）と呼んで、それまでの20cm砲と区別した。対して旧来の20cm砲は便宜上1号20cm砲と呼ばれることが多い。この2号20cm砲はその後、主砲換装後の最上型、利根型重巡洋艦にも搭載された。また、それまで1号20cm砲を搭載していた重巡洋艦各艦も、近代化改装の際に2号20cm砲へと換装した。ただし改装時に2号20cm砲の砲身が足らず、交換ではなく砲身をボーリングして径を広げて使用した例もある。

### 仮称3号20cm砲
ロンドン海軍軍縮条約により補助艦にも制限が課されたため、日本海軍は個艦の更なる強化を考え、アメリカ海軍の55口径砲に対抗して、それまでの50口径より長砲身化した55口径砲の製作を1930年（昭和5年）に決定、高雄型重巡洋艦4隻と「羽黒」の主砲換装が計画された。
交換用の砲身や内筒約60門の製造が予定され、1931年（昭和6年）には試作砲1門が完成し、試験結果も良好であった。しかし1933年（昭和8年）に計画は中止となる。理由は明らかでない。なお、55口径への長砲身化を秘匿するため、名称は仮称五十口径三号二十糎砲とされている。

## 砲塔形式

### A型単装砲
古鷹型重巡洋艦に搭載された砲室形式の単装砲。重量軽減のために砲弾は一旦1段下の甲板に揚げて、そこから改めて砲尾へ揚弾する形式だった。砲身への装填も人力装填で、これらにより旋回部重量は砲室1基で57.5トンに抑えられた。しかしこれでは人力を介する作業が多く、発射速度を維持することが難しかった。そのため古鷹型は改装に際して後述する砲塔形式のE2型連装砲に換装された。
A型単装砲の装甲は前盾25mm、天井19mmで弾片防御程度であり、これも重量低減のためであって対20cm砲防御は最初から諦められていた。
また本砲から復座機に圧縮空気が初めて用いられた。それまでの砲は水圧またはバネによって復座していたが、本砲で使用に問題がなかったため、戦艦の主砲もこれ以降は圧縮空気式の復座機に改められた。
空母「赤城」「加賀」には円錐台架に載せた（1号20cm）A1型単装砲架が舷側に搭載された。

### B型連装砲
空母「赤城」「加賀」に搭載されていた砲塔。前述の通り敵艦と遭遇した場合の砲撃戦を想定しており、竣工時には中部飛行甲板の前端左右に1基ずつ搭載された。仰角は70度で一応対空射撃もできるように考慮されていた。一方装甲は25mmNVNC鋼板で断片防御程度であった。以降の連装砲塔も装甲は全て25mmNVNC鋼板である。
「赤城」「加賀」のいずれの砲塔も三段式甲板を全通甲板に改めた際撤去されたが、この砲塔が後にタイのトンブリ級海防戦艦に流用されたという説がある。

### C型連装砲
青葉型重巡洋艦に搭載。砲弾は揚弾筒によって弾薬庫から直接砲尾に揚弾し、装填も機械式（仰角5度固定）となり発射速度の維持が可能となった。
竣工時の揚薬筒はせり上げ式だったが、装薬が火薬庫まで繋がっている形だったため防御上に問題があった。そこで1937年（昭和12年）の近代化改装の際に釣瓶式に改められた。
砲塔の形状は次のD型と似ているが砲の周囲に防熱板が装着されていない。竣工時は1号20cm砲だったが近代化改装の際に内筒を削り、2号20cm砲にしたと言われる。

### D型連装砲
妙高型重巡洋艦に搭載。先のC型砲塔と形状は似ているが、装填機構が改良されている。外見上は砲塔周囲に防熱板が追加され、直射日光による砲塔内部の温度上昇を抑える役割をしている。
また出入り口が砲塔後部になった（A型、C型は側面。B型はD型同様後部）。竣工時の揚薬筒はC型同様せり上げ式だったが後に釣瓶式に変更された。
妙高型各艦は第一次近代化改装の際に砲の内筒を交換して口径203.2mmの2号20cm砲とした。

### E型連装砲
高雄型重巡洋艦に初めて搭載された砲塔。E型の最大の特徴は仰角を70度まで上げて対空射撃を可能とした点である。揚弾筒も対空弾用に1本追加された。ただ装填角度が従来と同じ固定5度なので対空射撃の時は発射速度が大きく落ち、また射撃指揮装置も対空戦闘を考慮しておらず、完全な両用砲とは言えなかった。
高雄型のうち「摩耶」1隻のみは仰角を55度に抑えたE1型砲塔が搭載された。実際の対空戦闘では水平線近くの雷撃機を射撃する機会が多いことが判ったため仰角が抑えられた。またE型の俯仰機構はラック・ピニオンによる方式だったが、これはギアを介する機構のため、ギアの遊びによって命中精度への悪影響があった。それを低減するためE1型からは油圧による俯仰機構を採用した。外見はE型と変わらない。
E2型は改装後の古鷹型重巡洋艦に搭載された。仰角はE1型と同じ55度で、外見もE型、E1型とほとんど変わらない。砲身は妙高型から降ろした1号20cm砲の内筒を削り、2号20cm砲として再利用したと言われる。
E3型は利根型重巡洋艦に搭載された。利根型の1,3,4番砲のリングサポートの形状が上に行くほどすぼまった円錐台形の形をしているのが特徴である。これは新造工事の途中で15.5cm砲から2号20cm砲に主砲が変更されたのが原因で、15.5cm砲より20cm砲の方がローラーパス径が小さいためである。外形は先のE型砲とほとんど変わらない。利根型の2番、4番砲には8メートル測距儀が新たに搭載された（従来は6メートル測距儀）。

### 最上型砲塔
主砲換装後に搭載された最上型重巡洋艦の20cm砲は利根型に搭載されたE3型と外見上はほとんど変わらない。ただしローラーパス径が違うため最上型砲塔として分類される場合が多い。砲搭上の測距儀は利根型と同じ8メートル型を搭載した。ちなみに操作人員は砲台長以下23名だった。

### トンブリ級砲塔
タイ海軍のトンブリ級海防戦艦の主砲。外観はD型連装砲に酷似している。

### 砲塔要目
| 50口径三年式20cm砲 - 砲塔（砲架）要目 | 50口径三年式20cm砲 - 砲塔（砲架）要目 | 50口径三年式20cm砲 - 砲塔（砲架）要目 | 50口径三年式20cm砲 - 砲塔（砲架）要目 | 50口径三年式20cm砲 - 砲塔（砲架）要目 | 50口径三年式20cm砲 - 砲塔（砲架）要目 | 50口径三年式20cm砲 - 砲塔（砲架）要目 | 50口径三年式20cm砲 - 砲塔（砲架）要目 | 50口径三年式20cm砲 - 砲塔（砲架）要目 | 50口径三年式20cm砲 - 砲塔（砲架）要目 | 50口径三年式20cm砲 - 砲塔（砲架）要目 |
| 項目                                  | A型                                   | A1型                                  | B型                                   | C型                                   | D型                                   | E型                                   | E1型                                  | E2型                                  | E3型                                  | 最上型                                |
| ------------------------------------- | ------------------------------------- | ------------------------------------- | ------------------------------------- | ------------------------------------- | ------------------------------------- | ------------------------------------- | ------------------------------------- | ------------------------------------- | ------------------------------------- | ------------------------------------- |
| 装備数                                | 単装砲室                              | 単装砲架                              | 連装砲塔                              | 連装砲塔                              | 連装砲塔                              | 連装砲塔                              | 連装砲塔                              | 連装砲塔                              | 連装砲塔                              | 連装砲塔                              |
| 俯仰角                                | +25～-5度                             | +25～-5度                             | +70～-5度                             | +40～-5度                             | +40～-5度                             | +70～-5度                             | +55～-5度                             | +55～-5度                             | +55～-5度                             | +55～-5度                             |
| 装填角度                              | +9～-5度                              | 不明                                  | 不明                                  | 不明                                  | +5度固定                              | 不明                                  | 不明                                  | +5度固定                              | 不明                                  | +5度固定                              |
| 俯仰速度                              | 不明                                  | 不明                                  | 6度/秒                                | 6度/秒                                | 6度/秒                                | 6度/秒                                | 6度/秒                                | 6度/秒                                | 6度/秒                                | 6度/秒                                |
| 旋回速度                              | 不明                                  | 不明                                  | 4度/秒                                | 4度/秒                                | 4度/秒                                | 4度/秒                                | 4度/秒                                | 4度/秒                                | 4度/秒                                | 4度/秒                                |
| 発射速度                              | 3～5発/分                             | 3発/分                                | 3発/分                                | 3発/分                                | 3発/分                                | 3～5発/分                             | 3発/分                                | 3発/分                                | 3発/分                                | 3発/分                                |
| 旋回部重量                            | 57.5トン                              | 不明                                  | 不明                                  | 150トン                               | 150トン                               | 160トン                               | 不明                                  | 170トン                               | 177トン                               | 不明                                  |
| ローラーパス径                        | 3,200mm                               | 不明                                  | 5,030mm                               | 5,030mm                               | 5,030mm                               | 5,030mm                               | 5,030mm                               | 5,030mm                               | 5,030mm                               | 5,710mm                               |
| 搭載艦艇                              | 古鷹型                                | 赤城、加賀                            | 赤城、加賀                            | 青葉型                                | 妙高型                                | 高雄、愛宕、鳥海                      | 摩耶                                  | 古鷹型                                | 利根型                                | 最上型                                |

## 用語

### リングサポート
砲塔の基礎となる部分。艦艇搭載の砲塔の下には装甲を施された円筒形（利根型では円錐台形）の構造物が下部の弾薬庫まで続いていて、砲塔旋回部を支えている。これをリングサポートと言う。その内部は旋回部と一体となって旋回する揚弾筒と揚薬筒が設置され、弾薬庫から砲尾まで直接砲弾薬を運搬する。砲塔類似の形式（ここでのA型砲に相当）にもリングサポートがあるが、弾薬庫まで直接繋がってはいない。

### ローラーパス
砲塔（砲室）がスムーズに旋回するようにリングサポート最上部の円周上には多数のローラーが設置される。これをローラーパスといい、スラストローラーベアリングの一種である。砲塔旋回部はその上に置かれているだけとなる。